# Gory Days
'Gory Days' – drugi album studyjny amerykańskiego rapera Necro wydany w 2001 roku nakładem wytwórni Psycho+Logical-Records. Gościnnie na płycie pojawili się Ill Bill, Goretex, Mr. Hyde, Captain Carnage i Kid Joe. Album promowały single Bury You With Satan i Morbid. 28 października 2002 roku ukazała się edycja specjalna albumu z bonusowym DVD, a w 2003 roku wydano „Gory Days” w wersji instrumentalnej.

## Lista utworów
1. „Bury You with Satan” – 4:01
2. „World Gone Mad” – 4:50
3. „Light My Fire” – 3:23
4. „Circle of Tyrants” (featuring Mr. Hyde, Goretex, Ill Bill and Captain Carnage) – 4:51
5. „Dead Body Disposal” – 5:43
6. „You’re All Dying” – 3:35
7. „All Hotties Eat the Jizz” –
8. „Scalpel” – 3:55
9. „12 King Pimp Commandments” – 4:09
10. „Gory Days” – 3:15
11. „Poetry in the Streets” (featuring Ill Bill) – 3:42
12. „Don’t Try To Ruin It” (featuring The Kid Joe) – 3:39
13. „One Way or Another” – 3:33
14. „Morbid” – 2:46
15. „24 Shots” (Special Edition bonus track) – 3:59
16. „Violins of Violence” (featuring Mr. Hyde, Special Edition bonus track) – 3:34